# NEXUS
NEXUS is een samenwerking tussen Canada en de Verenigde Staten om personenverkeer over de gemeenschappelijke grens vlotter te laten verlopen. Reizigers moeten, door zich aan te melden, een veiligheidscontrole doorgaan in beide landen, een interview laten afnemen en een irisscan maken. Als ze worden goedgekeurd, dan krijgen ze een NEXUS-kaart om wachtrijen aan de landsgrens en op luchthavens te omzeilen.
Het lidmaatschap moet iedere 5 jaar worden verlengd voor de verjaardag van het lid en kost momenteel 50$ (leden kunnen kiezen dit in US$ of CA$ te betalen, maar als men via internet wil betalen dan kan dit momenteel enkel in US$).
NEXUS is vergelijkbaar met het Privium programma op Schiphol.